# Sepiella weberi
Sepiella weberi är en bläckfiskart som beskrevs av Adam 1939. Sepiella weberi ingår i släktet Sepiella och familjen Sepiidae. IUCN kategoriserar arten globalt som otillräckligt studerad. Inga underarter finns listade i Catalogue of Life.